# Ikkeri
Ikkeri (kannada ಇಕ್ಕೇರಿ que vol dir Dos Carrers) és un poble del districte de Shimoga a Karnataka, Índia, a 3 km al sud de Sagara.
Del 1560 al 1640 fou capital dels nayak de Keladi, una família d'origen Lingayat que va dominar la regió, originaris de Keladi al districte de Shimoga; els sobirans van agafar el títol de nayaks d'Ikkeri i van encunyar monedes que es van dir pagodes ikkeri i phanams fins i tot després que la fàbrica fou traslladada. Després del 1640 es van establir a Bednur (Bednor o Bednore) o Nagar si bé Ikkeri va restar com a capital nominal i els rages van conservar el nom dinàstic d'Ikkeri. Bednore fou conquerida per Haidar Ali el 1763 i el territori dels nayak keladis va ser annexionat a Mysore. Les muralles d'Ikkeri eren considerables i formaven tres recintes concèntrics amb el palau i ciutadella al bell mig, construïts en pedra i fusta i adornats amb escultures i material daurat simulant or. De les edificacions antigues només subsisteix el temple d'Aghoreswara (un dels noms de Xiva), amb figures de tres sobirans. El 1763 el temple fou saquejat per Tipu Sultan.